# ایسکار (شهر)

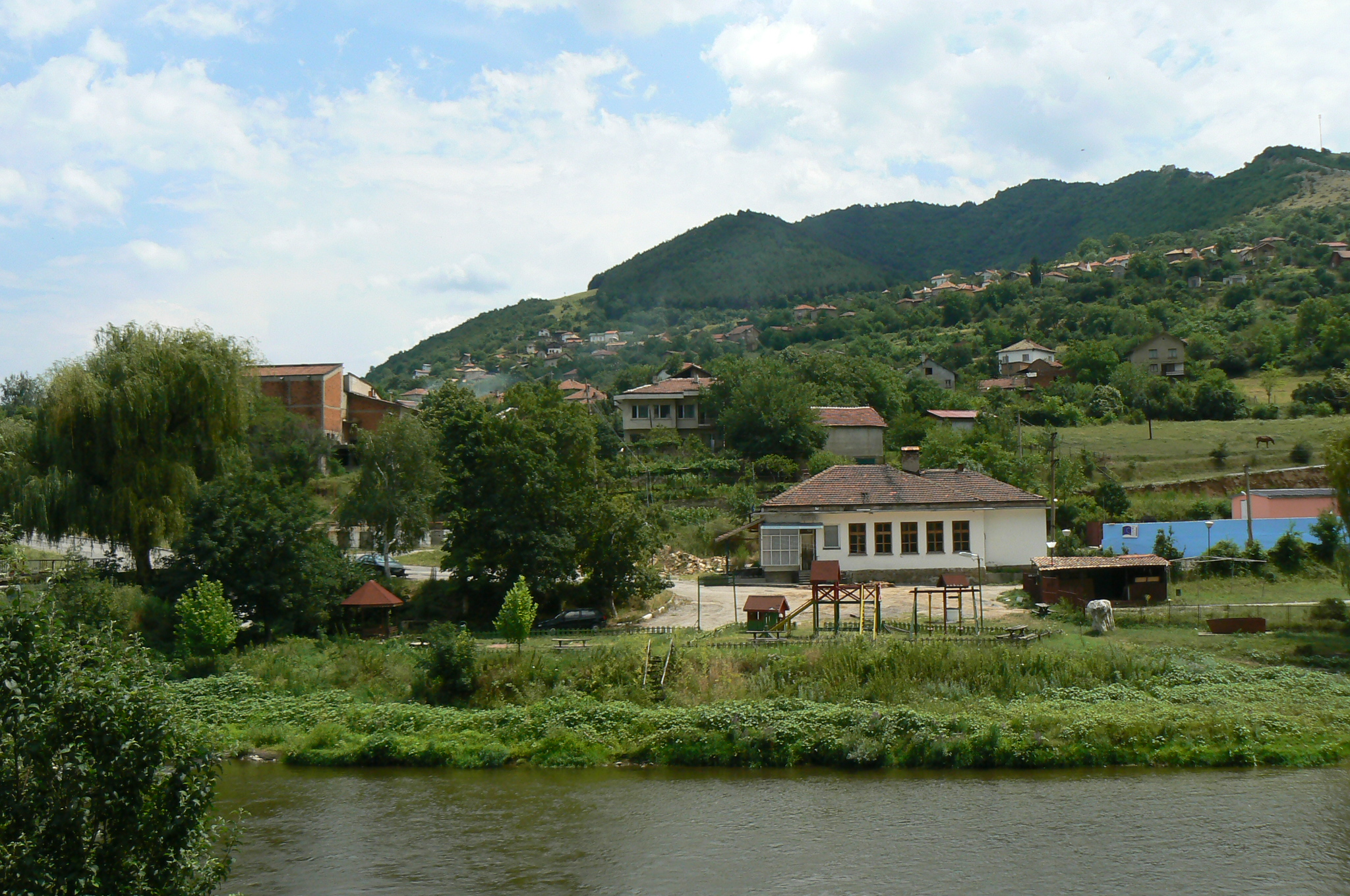
این تصویری از شهر ایسکار است شهری بسیار زیبا و لطیف

ایسکار شهری در استان پلون کشور بلغارستان است که جمعیت آن در سال ۲۰۰۱ میلادی ۳٬۹۲۵ نفر بوده‌است.